# Barna da Siena

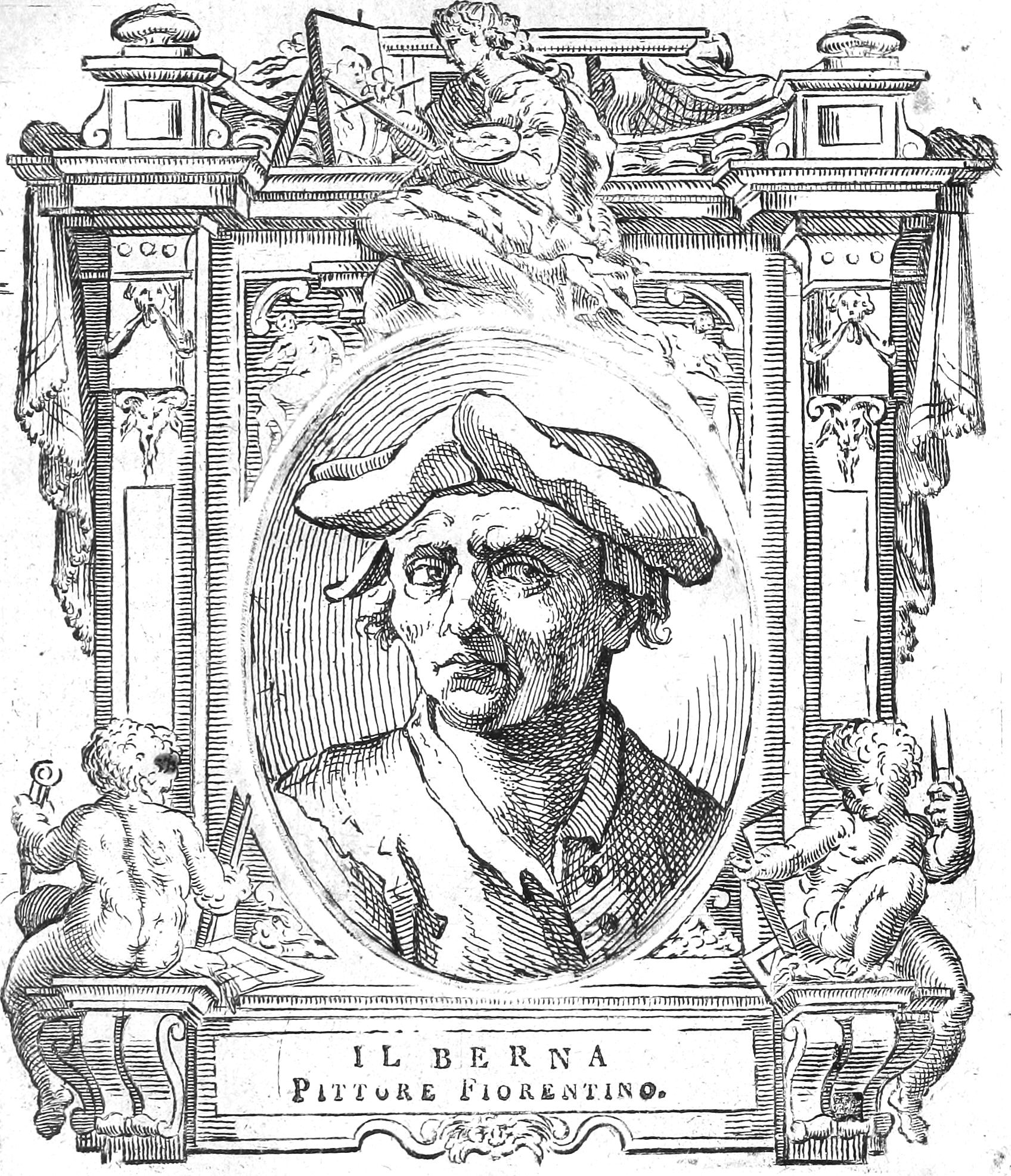
Ritratto del Berna (Barna) nell'edizione delle Vite del 1767, dove è erroneamente indicato come "pittore fiorentino"

Barna da Siena, o Berna, è stato un presunto pittore italiano di scuola senese del XIV secolo, del quale è stata messa in dubbio l'esistenza.
La prima menzione di maestro Barna risale ai Commentari di Lorenzo Ghiberti, dove si dice che «a San Gimignano molte istorie del Testamento Vecchio e ne a Cortona assai lavorò; fu dottissimo», mentre il Vasari, nelle sue Vite (1550), lo identificò con un certo Bernardo senese, detto Berna, riprendendo alcuni dati biografici ed artistici dal Ghiberti e aggiungendo un aneddoto circa la sua morte che dice avvenuta nel 1381, cadendo da un ponteggio: «A San Gimignano di Valdelsa, lavorò a fresco nella pieve storie del Testamento Vecchio, le quali appresso il fine avendo già condotte, stranamente da 'l ponte a terra cadendo, talmente dentro si pestò e si infranse sì sconciamente, che in spazio di due giorni, con maggior danno dell'arte che suo che a miglior luogo se ne andava, di questa a l'altra vita passò. E nella pieve predetta i Sangimignanesi, onorandolo molto nelle esequie, diedero al corpo suo onorata sepoltura».
A causa della varietà degli stili e della qualità delle diverse pitture del ciclo del Nuovo Testamento nella collegiata di Santa Maria Assunta di San Gimignano, l'effettiva esistenza di questo artista è stata messa in dubbio, a partire dalla prima metà del XX secolo. Inoltre, tali affreschi sarebbero da datarsi intorno al 1330-1350, il che contraddirrebbe ciò che invece affermava il Vasari, che voleva Barna morto nel 1381 a lavori in corso e sostituito dal suo continuatore Giovanni da Asciano, figura anch'essa di difficile identificazione. Molti critici e studiosi concordano oggi che Barna sia un personaggio di finzione, e che gli affreschi di San Gimignano siano invece da ricondursi ai seguaci di Simone Martini della bottega di Lippo Memmi.